# サワ (セルビア大主教)
セルビアの聖サワ (セルビア語: Свети Сава, Sveti Sava; 1174年頃 – 1236年1月14日) は、セルビアの大主教であり、正教会の聖人。セルビア正教会で最も敬愛される重要な聖人である。日本正教会では「セルビヤの大主教聖サワ」と表記されるが、セルビア語から「聖サヴァ」とも表記し得る。祝日は1月12日、8月30日。

## 生涯

### 誕生から修道誓願まで
ブルガリアのタルノヴォにおいて、ステファン・ネマニャの息子として、俗名ラストゥコ（セルビア語: Растко）として生まれる。3人兄弟の末っ子のラストゥコは温和で穏やかな性格で読書を好み、他の貴族たちと同様に遊ぶことを好んだ2人の兄（ヴカンとステファン・ネマニッチ）とは対照的であった。
15歳にして父の統治を助けるようヘルツェゴビナの行政の任を与えられるが、全く統治に興味を持てなかったラストゥコは、神への完全な献身への願いを抱いていた。そうした時、父（ステファン・ネマニャ）のもとをアトス山の修道士たちが財政支援を求めて訪れた。かれらが語った修道院の素晴らしさに感銘を受けたラストゥコは密かに、正教会の修道院が多数存在するアトス山に赴き、聖パンテレイモン修道院で、修道名サワとして修道士となった。父は息子を連れ戻そうと兵を差し向けたが、兵がアトス山に到着した時には、すでにサワは修道誓願を終えたところだった。
サワは謙虚であり、修道院で祈りと斎に勤しみ、その上で読書に励んだ。

### 父とともにヒランダル修道院設立

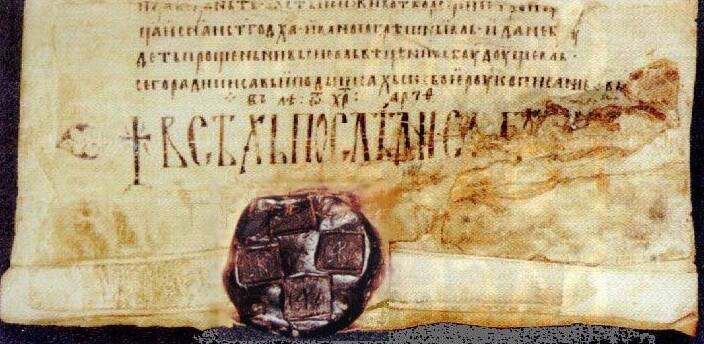
聖サワの親筆署名つきの『カレヤ・ティピコン』（ティピコン - 奉神礼の指示書であり、「奉事例」とも訳される）。1199年に作成。ヒランダル修道院所蔵。

やがて父も息子の影響を受け、高齢になってから修道誓願をし修道士となった（修道名シメオン）。親子はヒランダル修道院をアトス山に設立。同修道院はセルビア正教会にとって重要な修道院として発展していくことになる。サワの父シメオンはヒランダル修道院で修道士として永眠した。
ヒランダル修道院はセルビア正教会とセルビアの教育にとって重要な存在となる。各種翻訳や著述が修道院で行われ、イコンも制作された。若い正教徒たちがヒランダル修道院に学びに来て、その中からセルビア各地に赴く司祭達が輩出されていった。

### 兄達による内戦を調停
父の死後、その子ら3人兄弟のうち、父の跡目争いでサワ以外の2人（ヴカンとステファン・ネマニッチ）がセルビアで内戦を始めた。セルビアは国家として危機に陥るとともに、正教信仰も消滅の危機にあった。
ステファン・ネマニッチはサワに対して、父シメオンの不朽体を携えてのセルビアへの帰還を要請。サワはアトス山から父の不朽体を持ってセルビアに戻り、兄弟の調停にあたり、内戦を終結させてセルビアの平和を実現した。ステファン・ネマニッチはのちに初代セルビア王となった。

### セルビア正教会の成立から永眠まで
ストゥデニツァ修道院に父シメオンの不朽体は納められ、サワは同修道院の指導者となり、多くの修道士・教師の教育にあたった。ストゥデニツァに居を定めたサワは教会の組織化に着手し、同行した修道士たちを司牧・伝道のため各地に派遣した。サワはしばしばストゥデニツァ郊外の人里離れた場所にある庵に籠り、精神力を高めていた。
サワはその後、セルビアにさらなる正教の強化・発展をもたらすことを企図し、皇帝（当時東ローマ帝国の亡命政権であったニカイア帝国の皇帝）とコンスタンディヌーポリ総主教庁に対し、セルビアの教会に独立正教会位を与えるよう要請。要請は受け入れられて独立正教会たるセルビア正教会が設立されたが、その初代の首座主教たる大主教には、サワの意向に反してサワが選ばれ、1219年にサワは初代セルビア大主教に着座した。サワ以前にはギリシャ人主教がセルビアの教区指導に当たっていたが、後任の初代セルビア大主教をコンスタンディヌーポリ総主教庁の許可を得ずに選出することが可能になった。セルビアはオフリドの大主教管区から解放され、セルビア正教会の独立と自治が承認された。
着座後、サワはセルビアにおける正教の定着に尽力し、改めて兄ステファン・ネマニッチに戴冠を行った。サワの着座後には、多くの教区にセルビア人主教が叙聖されていった。宗教書の翻訳、父の伝記である『聖シメオン伝説』の執筆といったサワの著述活動は、セルビア文語の発展に大いに貢献した。
1233年に大主教位から退き、東方に旅立つ。東方旅行の中でセルビア人巡礼者のための宿泊施設を設置し、彼らの受け入れを手配した。1236年、エルサレム聖地巡礼の帰途、タルノヴォに立ち寄り、神現祭を司祷。その後、肺炎を患い、そのまま同地で永眠した。

## 永眠後

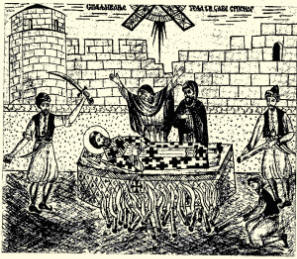
トルコ人によって焼かれる聖サワの不朽体

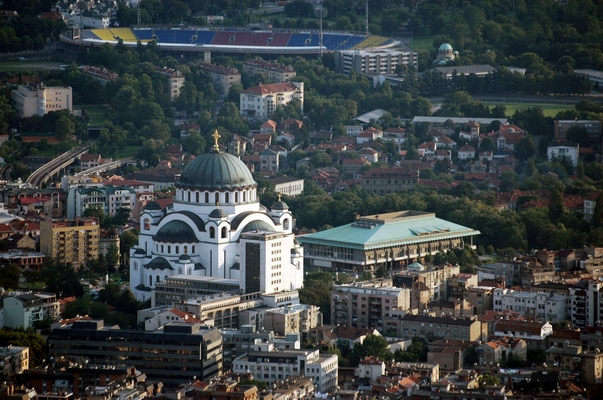
ベオグラード市街地にそびえる聖サワ大聖堂

永眠後、列聖されて、正教会で聖人とされる。また、父も列聖されている。
当初ブルガリア皇帝はサワの遺体を同地にとどめるよう主張したが、サワの甥であるセルビア王ヴラディスラヴは懸命にセルビアに遺体を移すよう要請し続け、1237年5月6日に、セルビアにサワの不朽体は移された。
その後、多くのセルビア人正教徒の崇敬・敬愛を集め、オスマン・トルコ支配下にあるセルビアの自由と解放を願って神への祈りを依願され続けた聖サワであったが、オスマン帝国は1594年に聖サワの不朽体を安置されていた修道院から引き出し、ベオグラードに運んでそこで燃やした。この場面は多くの歴史画に題材として取り上げられている。
不朽体を焼却処分すればサワへの崇敬は止むとオスマン政府は考えたが、崇敬は止むことはなかった。サワはセルビアの正教徒だけでなく、ラテン系・ギリシア系のカトリック教徒からも尊敬を受けている。
今日でも多くの学校などでサワが記憶されており、セルビア人の中でサワの名前は教育と啓蒙の代名詞となっている。世界の正教会でも最大級の規模をほこる聖サワ大聖堂は、サワを記憶して、不朽体が焼却された場所に建てられている。